# Smidswater

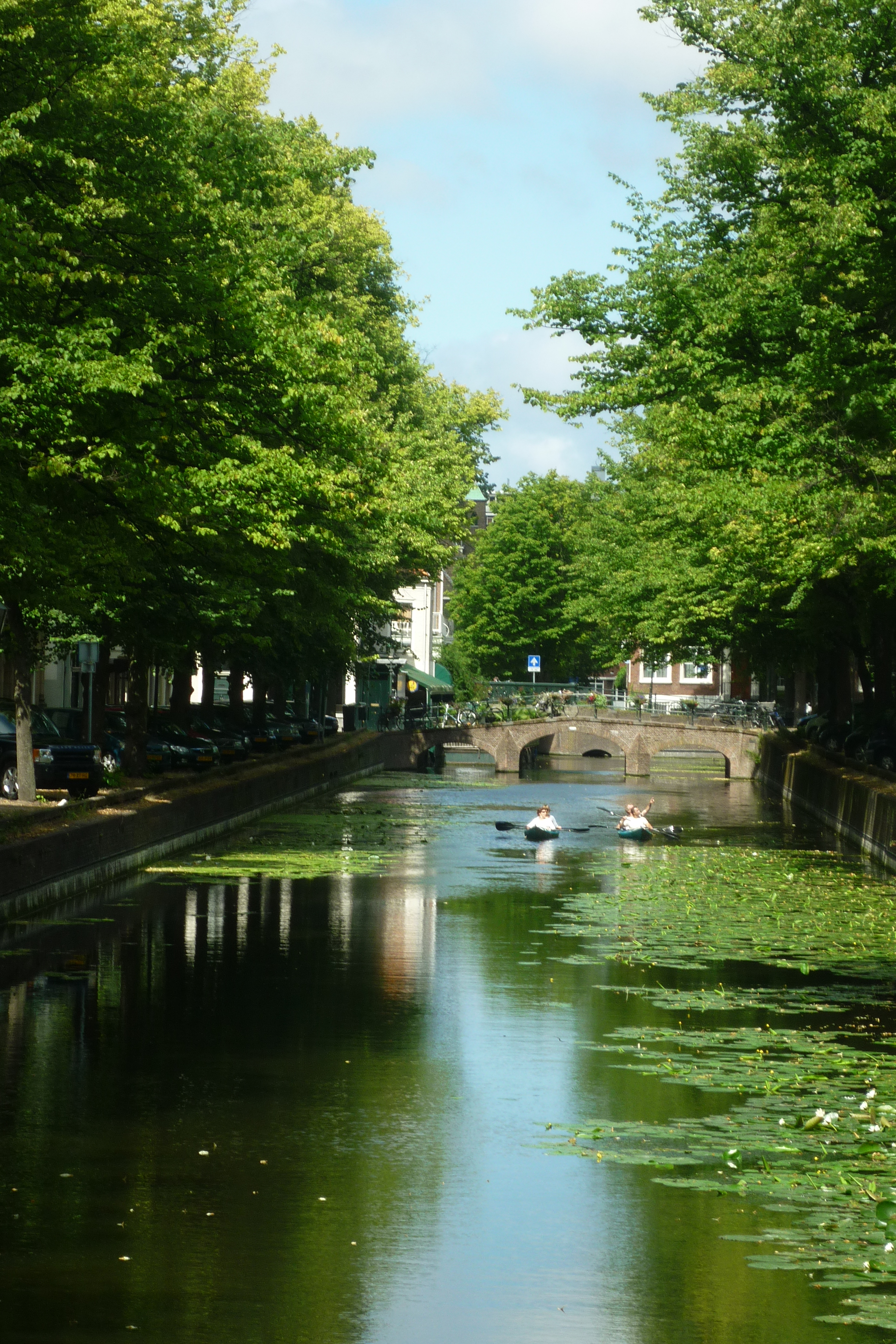
Smidswater

Het Smidswater is een stadsgracht in het oude centrum van Den Haag. Hij ligt in Buurtschap 2005, tussen het Lange Voorhout en de Prinsessegracht. Aan de stadkant heet de kade ook Smidswater, aan de overkant heet de kade de Nieuwe Uitleg.
De gracht dankt zijn naam aan de stallen die hier waren en de hoefsmeden die er woonden. De stallen hebben sinds het begin van de 20e eeuw andere bestemmingen gekregen. Er is nu een kunstgalerie en er zijn enkele parkeergarages. Meerdere panden aan het Smidswater zijn nog uit de 17e eeuw. Halverwege het Smidswater woonde Paul van Vliet.
Toen de gracht in de 16e eeuw gegraven werd, werd hij Sandsloot genoemd en maakte hij deel uit van de vaarroute voor schepen die Kanonnen van Den Haag naar het front brachten. De gracht is het verlengde van de Hooigracht die aansluit op de  Noord-singelsgracht.
Rond 1700 werd de Prinsessegracht verlengd richting Scheveningen. Het Smidswater verloor zijn verdedigingsfunctie en werd een stadsgracht. 

## Bruggen
Toen de Maliebrug in het verlengde van de Maliestraat aangelegd werd, konden grotere schepen geen gebruik meer maken van het Smidswater.
Aan de andere kant van het Smidswater bevindt zich de Gieterijbrug. Daar overheen reed tot 1936 tramlijn 9, die via de krappe Kanonstraat reed. Sinds 1864 reed de paardentram al zo; dat was de eerste paardentramlijn in de Benelux. Tussen 1890 en 1904 reden hier accutrams.
Aan het begin en aan het einde is het Smidswater verbonden met de Prinsessegracht, aan de westzijde door de Maliegracht en aan de oostzijde door de Gietkom. De kades langs de Maliegracht heten Nieuwe Uitleg en Houtweg, langs de Gietkom zijn geen kades.